# Gedrongen kantmos
Gedrongen kantmos (Lophocolea heterophylla) is een soort folieus levermos uit het geslacht kantmos (Lophocolea). Het groeit vooral op dood hout en op strooisel in bossen. Het behoort tot eerste soorten die na afsterven op liggend hout wordt gevonden, vaak ook op het zaagvlak van omgezaagde bomen. Dat maakt dat de soort in vrijwel elk bosje wel gevonden kan worden. Ook op de voet van levende bomen wordt deze soort echter veelvuldig gevonden, zelfs van wegbomen met wat open schaduw van hoge planten. Als een vermolmde boom gaat veraarden verdwijnt gedrongen kantmos doorgaans om zo voor andere soorten plaats te maken. Ook op ruwe (naaldboom)humus kan gedrongen kantmos goed groeien. Af en toe groeit de soort ook als epifyt. Gedrongen kantmos kan in het voorjaar veelvuldig kapselend worden aangetroffen, ook een belangrijke reden voor het talrijke voorkomen.

## Kenmerken
Uiterlijke kenmerken
De planten van gedrongen kantmos zijn meestal geelachtig lichtgroen van kleur en groeien vaak in uitgebreide platte lagen. De scheuten zijn tot 3 cm lang en 2 mm breed en zijn vaak uitgebreid. Het mos is ook macroscopisch bijzonder goed te herkennen.  Herkenbaar aan de tweetoppige bladpunten, en de ondiep ingesneden, afgeronde lobben bij de bovenste stengelblaadjes. De grote onderbladeren zijn ongeveer halverwege verdeeld in 2 lancetvormige lobben. In de bladpunten worden ook broedlichamen gevormd, maar deze zijn zeldzaam. De sporen rijpen in het voorjaar.
Microscopische kenmerken
De laminacellen zijn ongeveer 20–30 µm breed en 30–40 µm lang.

## Ecologie
Gedrongen kantmos geeft de voorkeur aan kalkarme, matig zure tot neutrale, vochtige, gedeeltelijk schaduwrijke locaties. Het koloniseert rottend, vers naald- of hardhout, maar is ook te vinden op boomvoeten, dode plantenresten, mor en rotsen. Het relatief zwakke pioniermos komt vooral voor op verstoorde locaties en groeit graag samen met viertandmos (Tetraphis pellucida).

Gedrongen kantmos
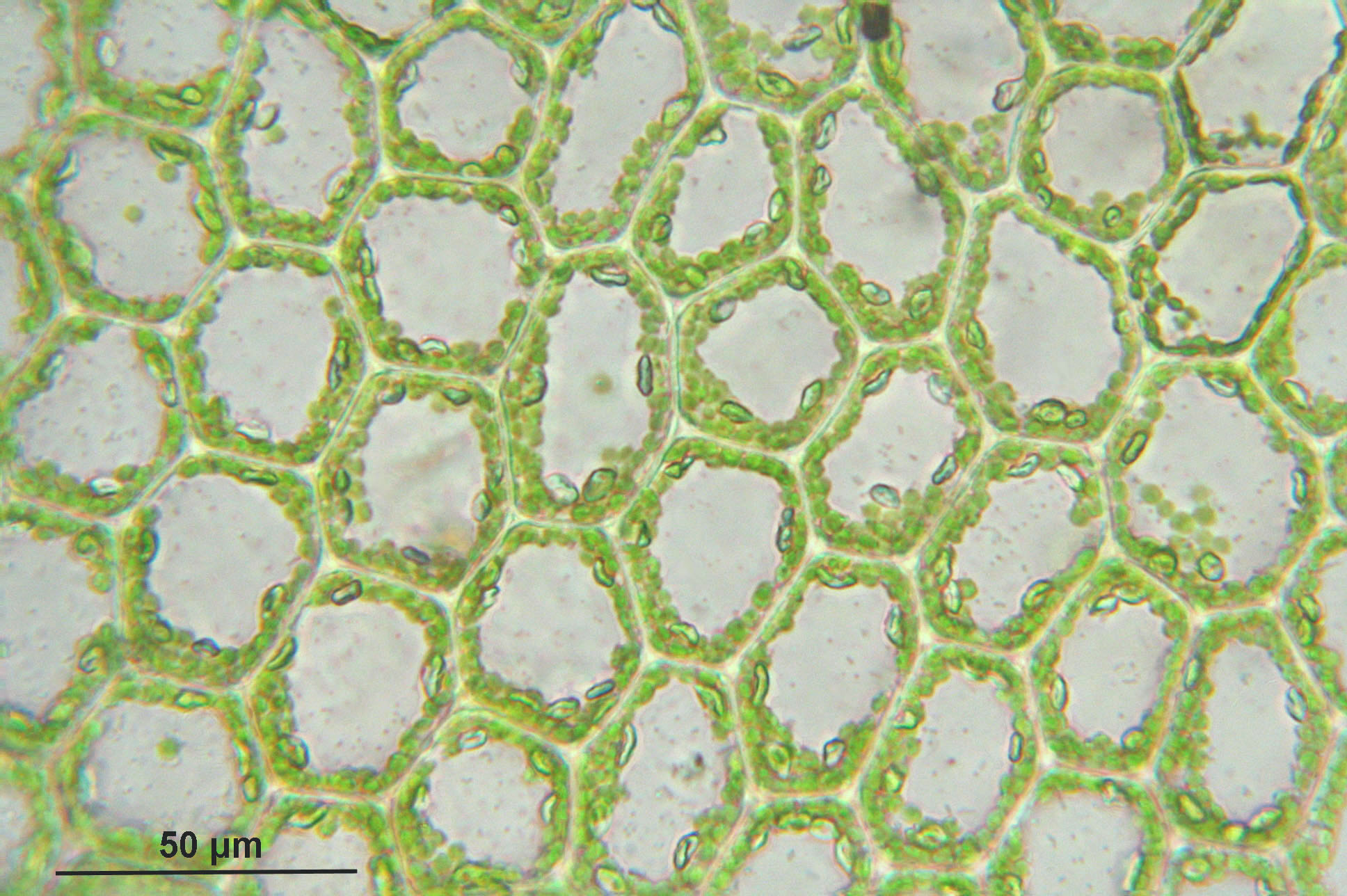
Laminacellen met chloroplasten en olielichaampjes
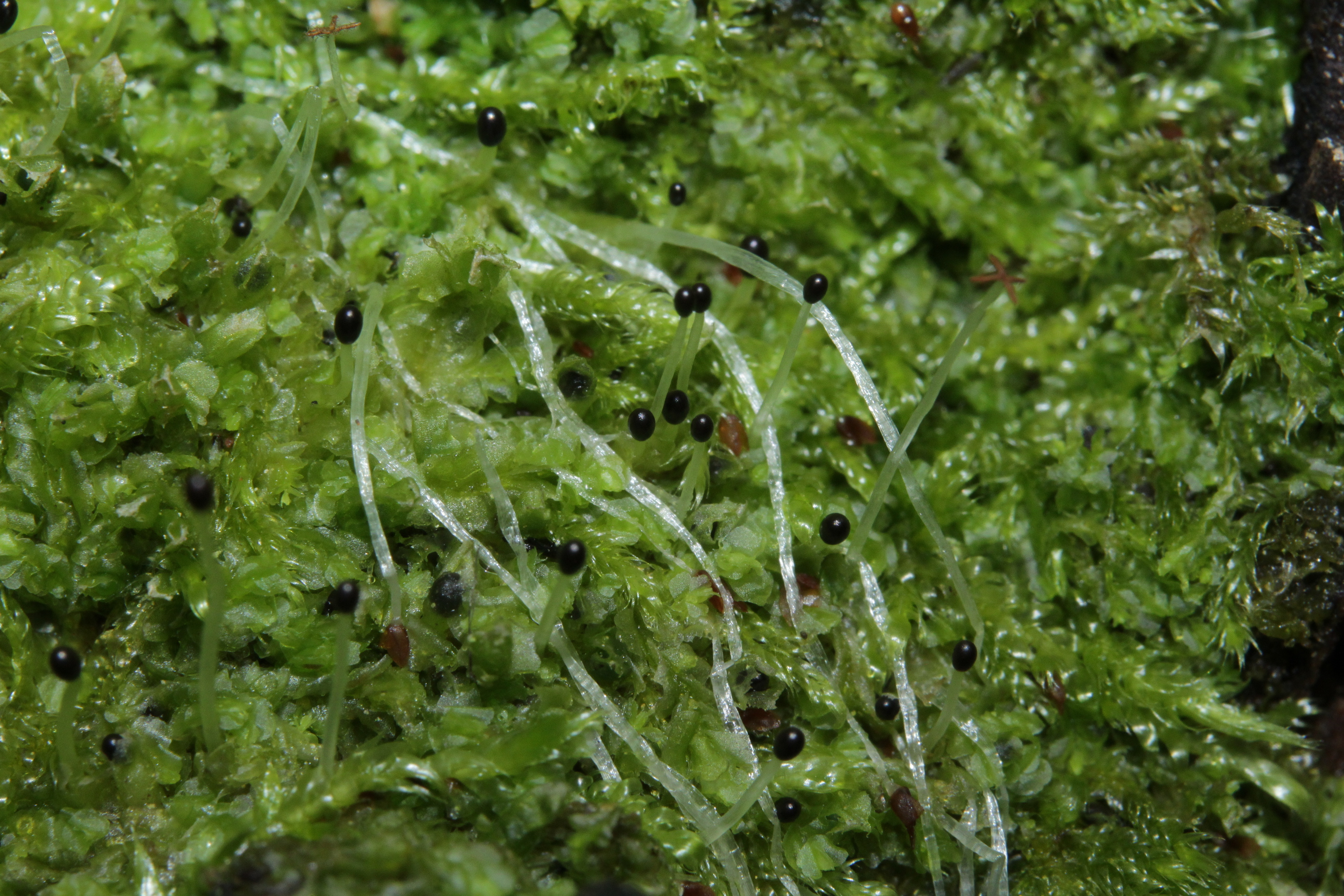
Sporenkapsel
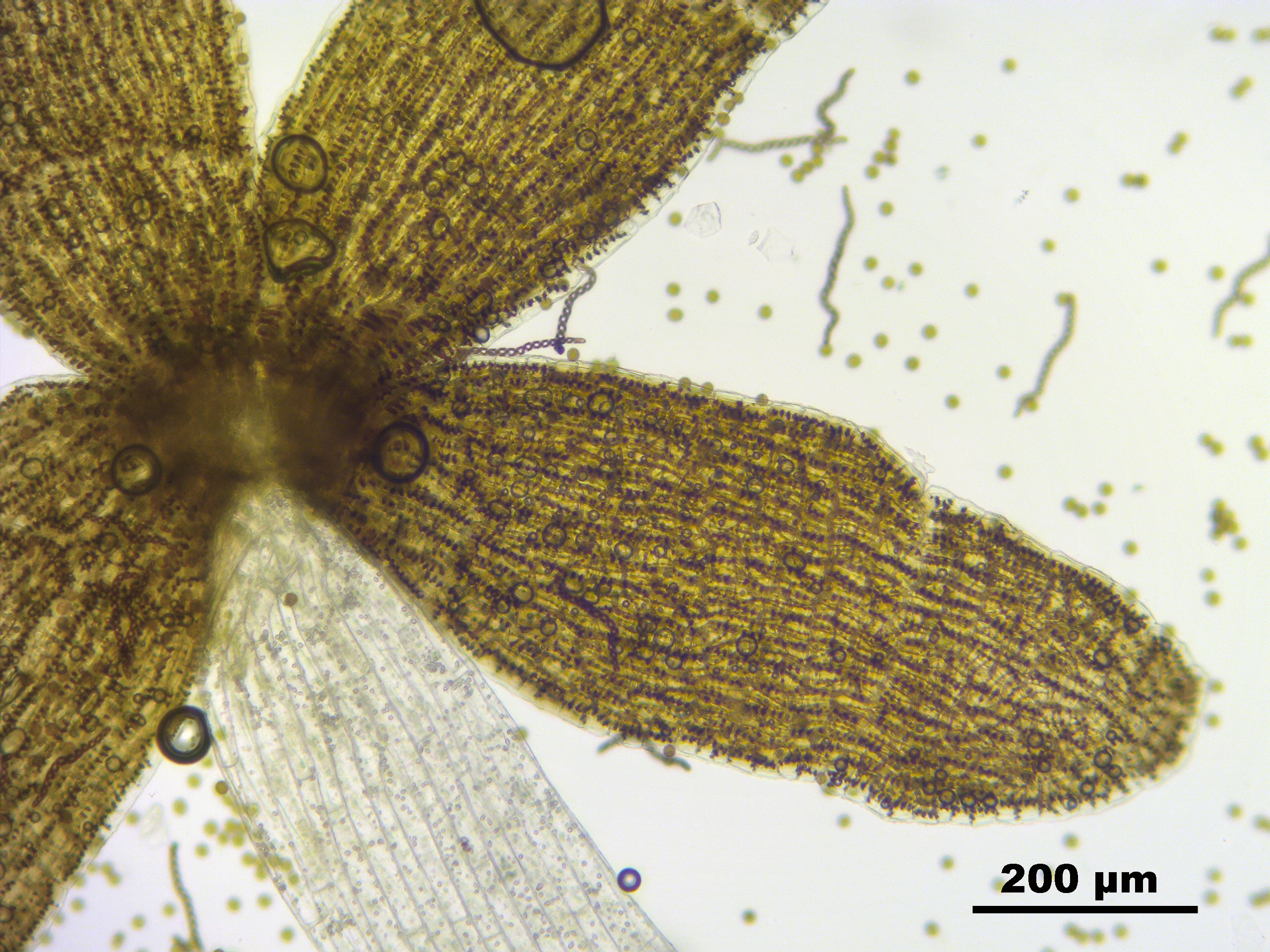
Geopende kapsel
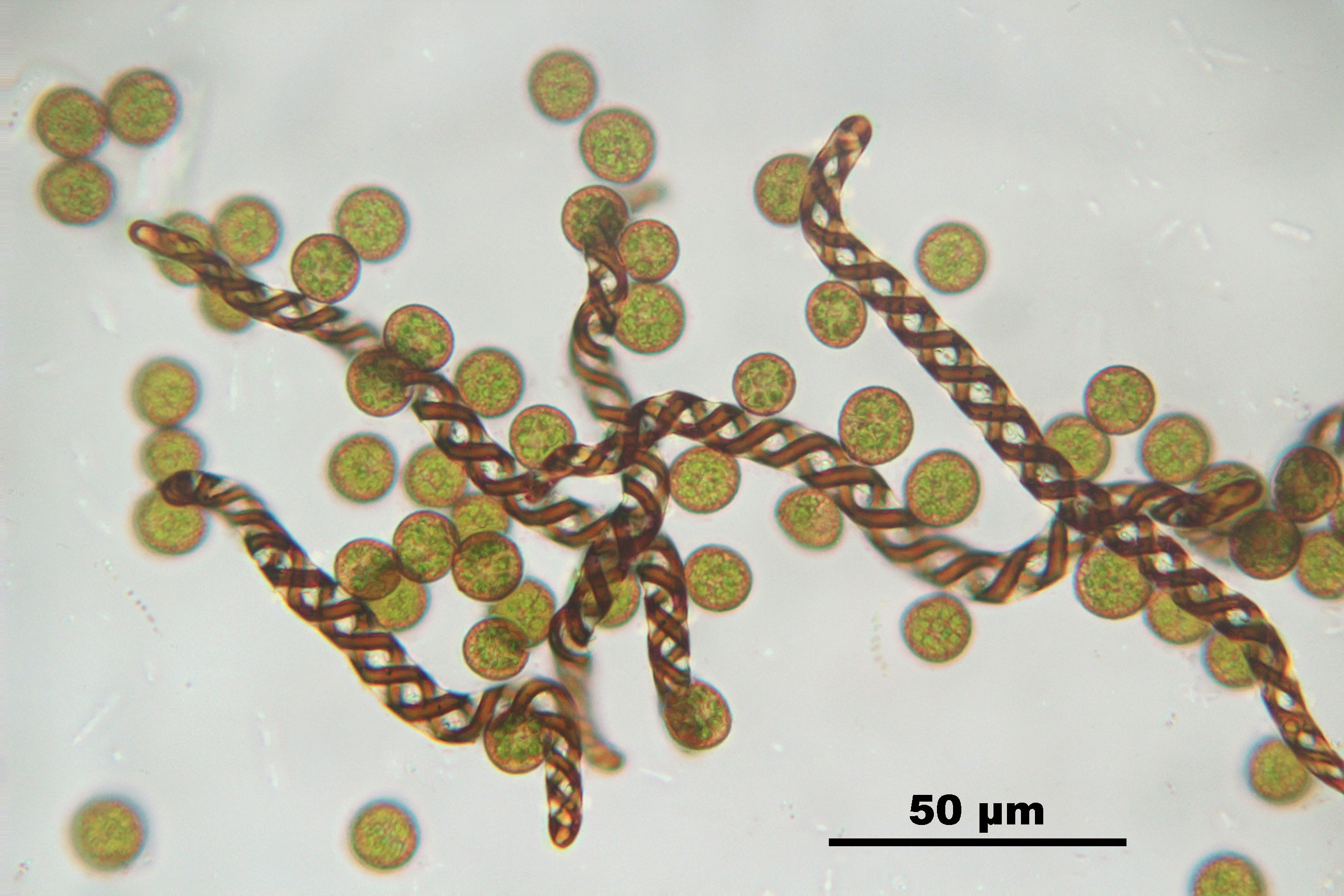
Sporen en elateren
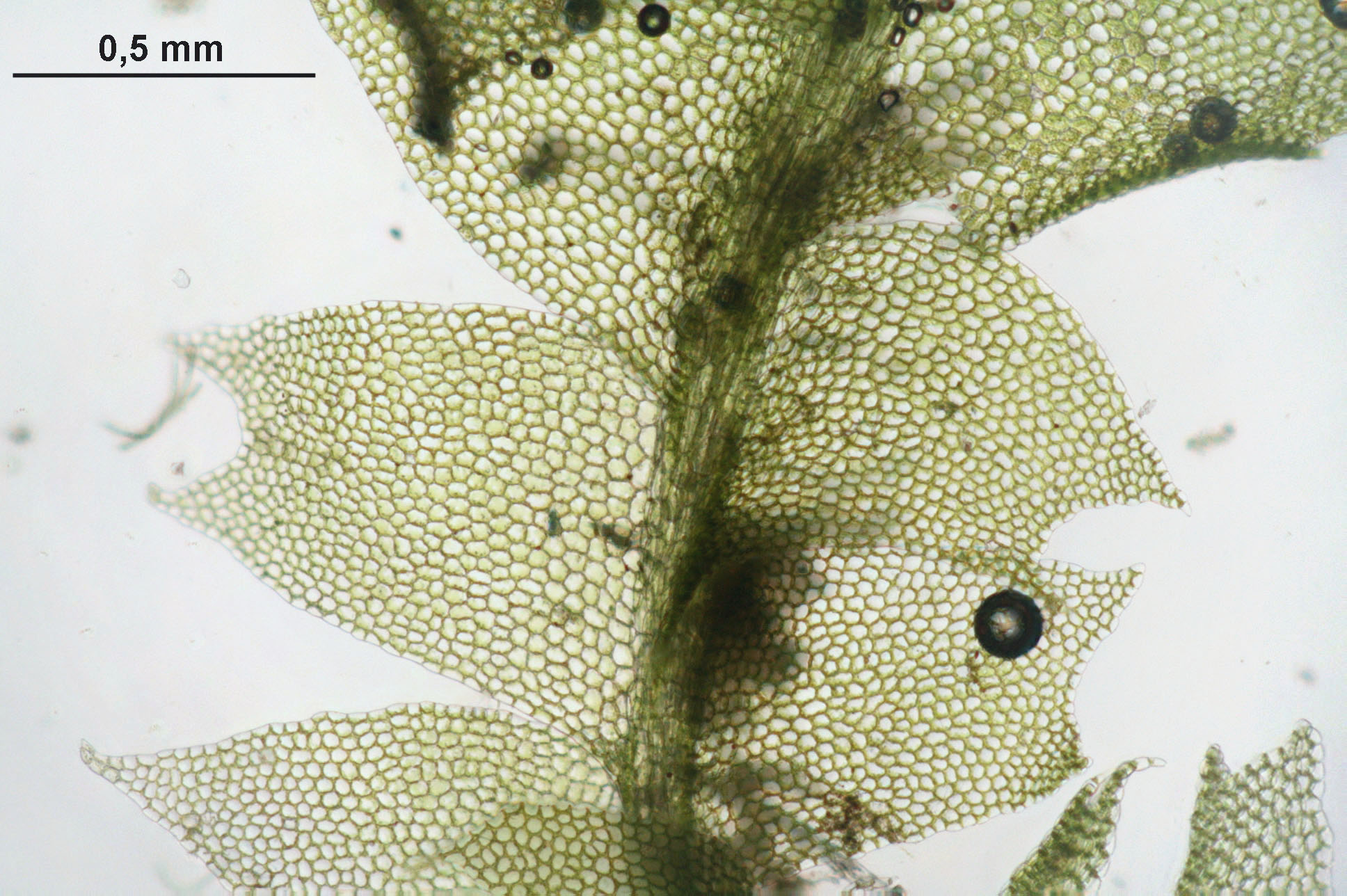
Blad